# Slađana Pop-Lazić
Slađana Pop-Lazić (n. 26 iulie 1987, în Belgrad) este o jucătoare sârbă de handbal care joacă pentru clubul francez Brest Bretagne Handball și pentru echipa națională de handbal feminin a Serbiei.
Slađana Pop-Lazić s-a transferat la clubul ESBF în iulie 2012, după mulți ani în care a jucat doar pentru echipe din țara natală. După trei sezoane petrecute la ESBF, handbalista a jucat doi ani la Metz Handball, iar în februarie 2017 a semnat cu Brest Bretagne Handball.

## Palmares
- Campionatul Franței :
  - Câștigătoare: 2015, 2016
- Campionatul Serbiei:
  - Câștigătoare: 2009, 2010, 2011
- Cupa Serbiei:
  - Câștigătoare: 2009, 2010, 2011
- Cupa Cupelor EHF:
  - Sfert-finalistă: 2012

## Premii individuale
- Cel mai bun pivot din Liga Franceză: 2016, 2017[5]